# Yōsuke Kashiwagi
Yōsuke Kashiwagi (jap. 柏木陽介 Kashiwagi Yōsuke;  ur. 15 grudnia 1987 w Kobe) – japoński piłkarz występujący na pozycji pomocnika. Zawodnik Urawy Red Diamonds.

## Kariera klubowa
Kashiwagi zawodową karierę rozpoczynał w 2006 roku w zespole Sanfrecce Hiroszima z J. League. W tych rozgrywkach zadebiutował 22 lipca 2006 roku w przegranym 2:4 meczu z JEF United. 23 sierpnia 2006 roku w wygranym 3:2 spotkaniu z Gambą Osaka strzelił pierwszego gola w J. League. W 2007 roku spadł z klubem do J. League Division 2. W 2008 roku awansował z nim do J. League, a także zdobył Superpuchar Japonii. W Sanfrecce spędził 4 sezony.
W 2010 roku Kashiwagi odszedł do Urawy Red Diamonds, również z J. League. Pierwszy ligowy mecz zaliczył tam 6 marca 2010 roku przeciwko Kashimie Antlers (0:2).

## Kariera reprezentacyjna
W 2007 roku Kashiwagi wraz z drużyną Japonii U-20 uczestniczył w Mistrzostwach Świata U-20, które zakończył z nią na 1/8 finału. W pierwszej reprezentacji Japonii zadebiutował 6 stycznia 2010 roku w wygranym 3:2 meczu eliminacji Pucharu Azji 2011 z Jemenem. W 2011 roku został powołany do kadry na ten Puchar Azji.